# Steinweg 85 (Quedlinburg)

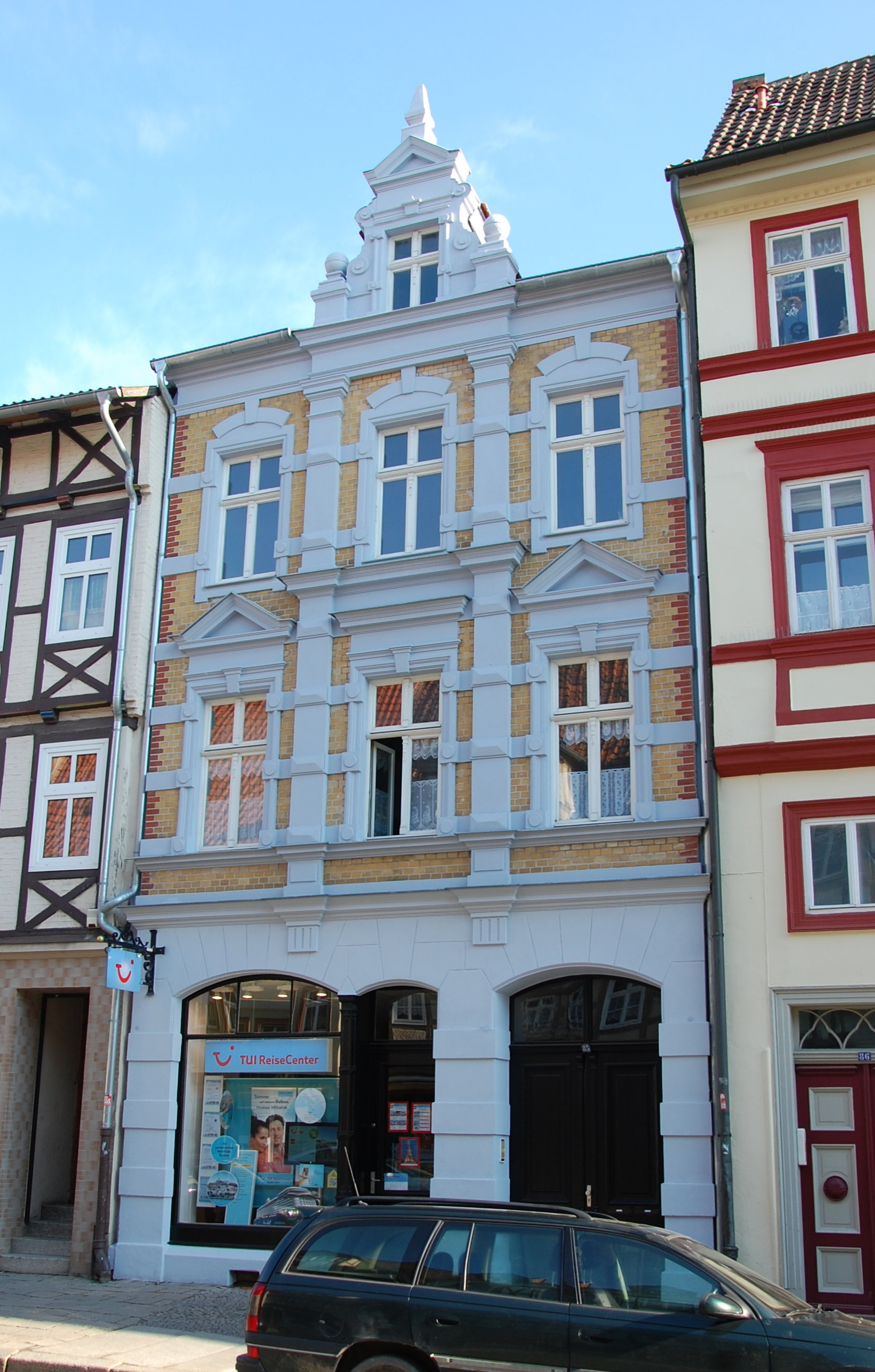
Haus Steinweg 85

Das Haus Steinweg 85 ist ein denkmalgeschütztes Gebäude in der Stadt Quedlinburg in Sachsen-Anhalt.

## Lage
Es befindet sich in der historischen Quedlinburger Neustadt auf der Südseite des Steinwegs. Im Quedlinburger Denkmalverzeichnis ist es als Wohn- und Geschäftshaus eingetragen. Westlich grenzt das gleichfalls denkmalgeschützte Haus Steinweg 86 an.

## Architektur und Geschichte
Das in massiver Bauweise errichtete dreigeschossige Gebäude entstand in der Zeit um 1890. Die Fassade verfügt über drei Achsen und ist üppig im Stil der Neorenaissance verziert.